# Automatenvideothek

Typische Automatenvideothek

Videostore VS2500 Dispenser

Bei einer Automatenvideothek kann man wie in jeder Videothek Blu-ray Discs, DVDs, Videokassetten oder Videospiele ausleihen bzw. auch kaufen (je nach Automatentyp respektive Hersteller; es gibt auch Verkaufsboxen aus Karton).
Der Ausleihvorgang am Automaten ist rund um die Uhr möglich. In Deutschland gab es im Jahre 2007 etwa 900 Automatenvideotheken, wobei München die Stadt mit den meisten Videoautomaten darstellte. Je nach Bauart des Automaten wird eine Magnetkarte, eine Chipkarte oder eine Karte mit Barcode als Kundenkarte verwendet.
Um den Jugendschutz in Deutschland zu gewährleisten, muss bei jedem Ausleihvorgang festgestellt werden, ob der jeweilige Nutzer der Kundenkarte auch der angemeldete und dabei als volljährig ausgewiesene Kunde ist. Diese Überprüfung findet vor dem Ausleihen durch Abgleich mit einem gespeicherten Fingerabdruck-Scan statt, der bei der Anmeldung des Kunden aufgenommen wurde. In anderen europäischen Ländern ist der Verleih auch über eine einfache PIN erlaubt. Die Kapazität eines Videoautomaten liegt zwischen 500 und 8800 DVDs.

## Unterschiede zu traditionellen Videotheken
In einer Automatenvideothek besteht meist die Möglichkeit, Filme und Spiele 24 Stunden lang an allen 7 Tagen der Woche ausleihen zu können – in manchen Bundesländern ist die Sonntagsöffnung allerdings verboten. Automatenvideotheken bieten ihren Kunden häufig auch eine Möglichkeit, von zu Hause aus über das Internet Filme sowie Spiele zu reservieren.

## Technik der Verleihautomaten
Ein DVD-Verleihautomat hat etwa das Format eines großen Kleiderschrankes. Die Automaten in Automatenvideotheken sind entweder reine Reservierungsterminals (hier nur Filmauswahl möglich) oder eine Kombination aus Terminal und Ausgabeautomat mit integrierter Lagereinheit. Die Ausgabe und Einlagerung der DVDs erfolgt wie die Lagervorgänge in modernen Hochregallagern. In DVD-Verleihautomaten befüllt oder entnimmt ein computergesteuerter Schlitten beim Ausgabevorgang die angefragte DVD aus dem jeweiligen Fach und fährt diese anschließend zum Ausgabefach, aus dem der Kunde dann die DVD entgegennimmt.